# Pentamerista neotropica
Pentamerista es un género monotípico perteneciente a la familia Tetrameristaceae. Su única especie: Pentamerista neotropica es originaria de Venezuela.

## Taxonomía
Pentamerista neotropica fue descrita por Bassett Maguire y publicado en Memoirs of The New York Botanical Garden 23: 187–192, f. 30–39, 41, 43–44. 1972.